# Машня
Машня — река в России, протекает в Пензенской области. Левый приток Выши.

## География
Река Машня берёт начало у деревни Бояровка. Течёт на северо-восток по открытой местности через населённые пункты Милашка (упразднена в 2010 г.), Усердино, Нарышкино и Земетчино. Устье реки находится у посёлка Земетчино в 107 км по левому берегу реки Выша. Длина реки составляет 30 км.

## Данные водного реестра
По данным государственного водного реестра России относится к Окскому бассейновому округу, водохозяйственный участок реки — Цна от города Тамбов и до устья, речной подбассейн реки — Мокша. Речной бассейн реки — Ока.
По данным геоинформационной системы водохозяйственного районирования территории РФ, подготовленной Федеральным агентством водных ресурсов:
- Код водного объекта в государственном водном реестре — 09010200312110000029775
- Код по гидрологической изученности (ГИ) — 110002977
- Код бассейна — 09.01.02.003
- Номер тома по ГИ — 10
- Выпуск по ГИ — 0